# Harold Melvin & the Blue Notes
Harold Melvin & the Blue Notes var en amerikansk sånggrupp och en av de mest populära Philadelphia soul-grupperna under 1970-talet. Gruppens repertoar inkluderade soul, R&B, doo-wop och disco. Gruppen bildades i Philadelphia i Pennsylvania under namnet The Charlemagnes i början av 1950-talet.
De är mest uppmärksammade för flera hits på Gamble & Huffs Philadelphia Internationals skivbolag mellan åren 1972 och 1976. De fortsatte dock att uppträda och spela in musik fram till sångaren Harold Melvins död 1997. The Blue Notes mest kända medlem var Teddy Pendergrass som var ledsångare under de framgångsrika åren på Philadelphia International.
Bland gruppens låtar finns If You Don't Know Me By Now, The Love I Lost från 1973 som var en av de första disco-låtarna, och Don't Leave Me This Way (#5 på UK Singles Chart).

## Diskografi
Studioalbum
- 1972 – Harold Melvin & The Blue Notes
- 1973 – Black & Blue
- 1975 – To Be True
- 1975 – Wake Up Everybody
- 1977 – Reaching for the World
- 1977 – Now Is The Time
- 1980 – The Blue Album
- 1981 – All Things Happen In Time
- 1984 – Talk It Up (Tell Everybody)

Singlar (#1 på Billboard Hot Soul Singles)
- 1972 - If You Don't Know Me by Now
- 1973 - The Love I Lost (Part 1)
- 1975 - Bad Luck (Part 1)
- 1975 - Hope That We Can Be Together Soon (med Sharon Paige)
- 1975 - Wake Up Everybody (Part 1)

Samlingsalbum
- 1976 – Collectors' Item: All Their Greatest Hits!
- 1978 – Don't Leave Me This Way
- 1985 – Greatest Hits
- 1995 – If You Don't Know Me by Now: The Best of Harold Melvin & the Blue Notes
- 1998 – Blue Notes & Ballads
- 2000 – Super Hits
- 2001 – The Ultimate Blue Notes
- 2004 – The Essential Harold Melvin & the Blue Notes
- 2008 – Playlist: The Very Best of Harold Melvin & the Blue Notes